# Гаспорт (Њујорк)
Гаспорт (енгл. Gasport) насељено је место без административног статуса у америчкој савезној држави Њујорк.

## Демографија
По попису из 2010. године број становника је 1.248, што је 0 (0,0%) становника више него 2000. године.
| Група             | 2000.         | 2010.         |
| Белци             | 1.193 (95,6%) | 1.196 (95,8%) |
| Афроамериканци    | 8 (0,6%)      | 7 (0,6%)      |
| Азијати           | 7 (0,6%)      | 4 (0,3%)      |
| Хиспаноамериканци | 5 (0,4%)      | 16 (1,3%)     |
| Укупно            | 1.248         | 1.248         |